# Musaranya de peus llargs
La musaranya de peus llargs (Crocidura longipes) és una espècie de musaranya endèmica de Nigèria.